# رشاد عارف سعيد
رشاد عارف سعيد، (1900 -1984) قانوني وسياسي عراقي، كردي، نائب ووزير سابق، وعضو مجلس السيادة عام 1961.

## سيرته
رشاد عارف عضو مجلس السيادة حيث شغل المنصب حسب بيان رقم 3 في تاريخ 1-12-1961 بعد وفاة خالد النقشبندي. ورشاد عارف هو محامي، ورجل قانوني قضائي، وليس عسكريا. وشغل مناصب عليا قبل أن يكون عضو في مجلس السيادة:
1. - حاكم قضاء راوندوز 1939،[بحاجة لمصدر] وحاكم السليمانية وكركوك 1940-1956.[6]
2. - رئيس المحكمة الكبرى في كركوك في العهد الملكي.[بحاجة لمصدر]
3. - رئيس محكمة الاستئناف في كركوك في العهد الملكي.[6]
4. - لجنة تنسيق وتطهير جهاز الدولة (لجنة النزاهة حاليا) في العهد الملكي سنة 1956.
5. -بعد ثورة 14 تموز أصبح عضوا في محكمة تمييز العراق سنة 1958،[7][8] ورئيس لجنة تطهير جهاز الدولة،[9] ورئيس لجنة تطهير الجهاز القضائي (لجنة النزاهة حاليا)
6. -عضو مجلس السيادة العراقية في 1-12-1961، وهو مجلس كان يمارس سلطة رئاسية.[10][11][12][13]